# Граф Ричмонд
Граф Ричмонд, также граф де Ришмон, (англ. Richmond, фр. Richmond) — английский титул, который был неоднократно создаваем и который в разное время носили представители Бретонского дома, королевских династий Плантагенетов, Капетингов, Тюдоров, Стюартов, а также Савойского дома.
Графство Ричмонд расположено на севере Йоркшира.

## История титула
В 1068 году, чтобы изолировать Нортумберленд, Вильгельм Завоеватель передал ряд земель на севере Йоркшира Бриану де Пентьевр, одному из своих бретонских соратников. Бриан и его два брата Алены принимали участие в нормандском завоевании Англии, в том числе в битве при Гастингсе. В 1072 году Ален Рыжий (ок. 1040—1089), наследовал своему брату Бриану, присоединив его земли к своим, также полученным от Вильгельма Завоевателя. Таким образом в его руках, помимо прочих земель разбросанных по всей Англии, оказались поместья, ранее принадлежавшие Эдвину, графу Мерсии, расположенные на севере Йоркшира. На этих землях Ален построил замок Ричмонд (основан в 1071 году, закончен в 1086 году).
После смерти Алена Рыжего, его владения наследовал третий брат, Ален Чёрный (ок. 1045—1093). Этьен I де Пентьевр (ок. 1055—1137), граф де Пентьевр, который был братом предыдущих, в свою очередь наследовал эти земли. Он и его братья, хотя часто и именуются графами Ричмонда, были на самом деле владетельными лордами Ричмонда.
Ален Чёрный, сын Этьена I де Пентьевр, стал первым, кто официально стал титуловаться графом Ричмонда. Это произошло в правления короля Стефана. Ален Чёрный был женат на дочери и наследнице Конана III, герцога Бретонского, Берте.
Их сын Конан IV (ок. 1138—1171), наследовавший герцогство Бретань, становился по феодальным законам того времени вассалом двух королей: по герцогству Бретонскому — французского, по графству Ричмонд — английского. Этот двойной вассалитет унаследовали и его потомки, который в дальнейшем не раз становился источником напряженности между Бретанью, Францией и Англией. Конан был женат на Маргарет Хантингдон, сестре короля Шотландии Малькольма IV. Так как Конан IV не имел других детей, кроме единственной дочери Констанции (ок. 1162—1201), графство Ричмонд и все другие английские владения в 1171 году отошли к английской короне. Констанция, однако, продолжала носить титул графини Ричмонд.
Констанция была три раза замужем и каждый из её мужей, в свою очередь, по жене принимал титул графа Ричмонда вкупе с титулом герцога Бретани:
- (с 1181) Жоффруа II Плантагенет (1158—1186), имели детей:
  1. Элеонора (1184—1241)
  2. Артур I (1187—1203), герцог Бретани; носил титул графа Ричмонда при жизни матери, после для него было восстановлено графство Ричмонд английской короной.
- (с 1187, развод в 1199) Ранульф де Мешен (де Блондевиль), граф Честер (ок. 1172—1232), детей не имели;
- (с 1199) Ги де Туар, опекун Бретонский (ок. 1155—1213), имели детей:
  1. Аликс I (1200—1221), герцогиня Бретонская, графиня Ричмонд
  2. Екатерина (1201—1254)
  3. Маргарита

Аликс I, герцогиня Бретонская, вступила в брак с графом Пьером I Моклерком де Дрё (ок. 1187—1250), происходившим из младшей ветви Капетингского дома. Пьер I де Дрё стал герцогом-соправителем Бретани и графом Ричмонд. Последний титул он носил приблизительно до 1235 года, когда отказался быть вассалом короля Англии, вследствие чего его английские владения были конфискованы.
В 1241 году Генрих III предоставил графство Пьеру Савойскому (1203—1268), который приходился дядей его супруге, Элеоноре Прованской. Он оставил Ричмонд своей племяннице, Элеоноре, которая передала его английской короне.
В 1268 году Генрих III предоставил графство Жану I Рыжему (1217—1286), герцогу Бретонскому, сыну Аликс I и Пьера I де Дрё, в чьём потомстве оно осталось. Хотя графство Ричмонд периодически конфисковывалось или возвращалось к короне, тем не менее снова восстанавливалось для следующего наследника. Так продолжалось до 1342 года, когда титул графа Ричмонда был возобновлён Эдуардом III и предоставлен его сыну Джону Гонту, который отказался от него в пользу короны в 1372 году.
Затем титул был передан Жану IV, герцогу Бретонскому, но после того, как он умер в 1399 году, не оставив наследников, графство вернулось к короне. Таким образом, титул графа Ричмонда был отделён от титула герцога Бретонского, с которым он был связан со времени нормандского завоевания. Тем не менее, последующие герцоги Бретонские продолжали пользоваться этим титулов.
В 1414—1435 годах графством Ричмонд владел Джон, герцог Бедфорд. В 1453 году графство было передано Эдмунду Тюдору, брату короля Генриха VI. Когда в 1485 году сын Эдмунда, Генрих, взошёл на трон Англии под именем Генриха VII, графство Ричмонд было присоединено к короне и в течение следующих сорока лет никому не давалось.
Людовик Стюарт (1574—1624), 2-й герцог Леннокс, был в 1613 году возведён в графы, а в 1623 году — в герцоги Ричмонд. После его смерти в 1624 году, титул графа Ричмонд больше ни разу не возобновлялся.

## Первая креация (1137)
- 1137—1146 : Ален Чёрный (ум. 1146), граф Корнуэльский;
- 1146—1171 : Конан IV Бретонский (ум. 1171), герцог Бретонский, сын предыдущего;
- 1171—1201 : Констанция Бретонская (1162—1201), герцогиня Бретонская, дочь предыдущего;
- 1201—1203 : Артур I Бретонский (1187—1203), герцог Бретонский, сын предыдущей.

## Вторая креация (1219)
- 1219—1235 : Пьер Моклерк (ок. 1187—1250), герцог Бретонский по своей жене, затем регент герцогства Бретань при своих сыновьях.

Титул конфискован в 1235.

## Третья креация (1241)
- 1241—1268 : Пьер II Савойский (1203—1268), граф Савойский. Дядя королевы Элеоноры Прованской, жены Генриха III, короля Англии.

## Четвёртая креация (1268)
- 1268 : Жан I Рыжий (1217—1286), герцог Бретонский. В 1268 году передал титул своему сыну;
- 1268—1305 : Жан II Бретонский (1239—1305), герцог Бретонский, сын предыдущего.

## Пятая креация (1306)
- 1306—1334 : Жан Бретонский (1266—1334), сын предыдущего;
- 1334—1341 : Жан III Бретонский (1286—1341), герцог Бретонский, племянник предыдущего.

## Шестая креация (1341)
- 1341—1342 : Жан де Монфор (1294—1345), граф де Монфор-л'Амори, сводный брат предыдущего.

Титул конфискован.

## Седьмая креация (1342)
- 1342—1372 : Джон Гонт (1340—1399), граф Ланкастер, Линкольн, Дерби и Лестер, герцог Ланкастер (1362) и герцог Аквитании.

Возвращает титул короне в 1372.

## Восьмая креация (1372)
- 1372—1399 : Жан IV Бретонский (1339—1399), герцог Бретонский.

## Девятая креация (1414)
- 1414—1435 : Джон Ланкастер (1389—1435), герцог Бедфорд, граф Мэнский и герцог Анжуйский.

## Десятая креация (1453)
- 1453—1456: Эдмунд Тюдор, 1-й граф Ричмонд (1430—1456), единоутробный брат Генриха VI, короля Англии;
- 1457—1461: Генри Тюдор (1457—1509), сын предыдущего, в 1485 году стал английским королём под именем Генриха VII.

Титул конфискован в 1461 году.

## Одиннадцатая креация (1613)
- 1613—1624 : Людовик Стюарт (1574—1624), герцог Леннокс, возведён в герцоги Ричмонд в 1623.

## Примечание
1. ↑  так как этот титул долгое время носили представители Бретонского герцогского дома, которые были вассалами французского короля, в литературе часто встречается французский вариант названия — граф де Ришмон
2. ↑  в некоторых источниках он показан сыном Алена Чёрного